# Kristoffer Olsson (bergmästare)
Kristoffer Olsson, död troligen 1531. var en svensk bergfogde och bergmästare vid Stora Kopparberget. 
Kristoffer Olsson var son till Olof Olsson i Hosjö församling i Vika socken (Stjärna, Kopparbergsätten) och Ingeborg Jönsdotter (Svinhuvud), gift med Anna, "änka i Korsnäs", samt bror till biskopen Otto Svinhufvud. Han förde stjärnavapnet, en sexuddig stjärna (till skillnad från Otto Svinhufvud som förde en kombination av stjärnavapnet och svinhuvudvapnet i fyrstyckad sköld). 
Kristoffer Olsson omnämns som bergfogde vid Stora Kopparberget första gången 1502 och några av de följande åren. 1521 är han åter bergfogde, och 1528 nämns han som bergmästare.